# 比部司
比部司，刑部官署名称。
曹魏置比部郎曹，长官为比部郎（比部郎中），晋朝南朝沿置。南朝隶属吏部曹（吏部尚书），和三公曹掌管拟定、修改法制，收藏稽核律文。北魏前期以比部尚书为长官，太和年间改为郎曹，属于都官尚书。北齐沿置，掌管收藏稽核诏书律令。
隋朝改为比部司，为刑部四司，设比部侍郎一员、比部员外郎一员。大业三年（607年），正副官员改为比部郎、比部承务郎，各一员。唐朝武德三年（620年）恢复司门郎中、司门员外郎的旧名。比部郎中正五品上，比部员外郎从六品上。管理审计财政、核查赋税、百官经费俸禄、仓库出纳、军资器械账目。龙朔二年（662年）改为司计司，正副官员改为司计大夫、司计员外郎。咸亨元年（670年），恢复比部司的旧名。五代十国沿置，北宋初年，设判比部事一员，以无职事朝官担任。比部郎中为五品寄禄官，比部员外郎为六品寄禄官。比部事务归于三司勾院、磨勘司、理欠司。元丰改制设比部郎中从六品、比部员外郎正七品各一员。建炎三年（1129年）以比部司兼领司门司，隆兴元年（1163年）由都官司兼任比部司。金朝、元朝刑部不分司。
明朝洪武六年（1373年）设比部，设比部郎中正五品二人、比部员外郎正六品二人。洪武十三年（1380年）改为郎中一人、员外郎从五品一人。洪武二十三年（1390年）刑部按十二布政使司分司，废除比部。